# Alma de hierro
Alma de hierro es una telenovela mexicana producida por Giselle González y Roberto Gómez Fernández para Televisa en 2008 y 2009, adaptación de lo que fue la argentina Son de Fierro; consecuentemente, los personajes originales fueron modificados y sus perfiles reescritos para la audiencia mexicana.
Protagonizada por Alejandro Camacho y Blanca Guerra, cuenta con las participaciones juveniles de Jorge Poza, Zuria Vega, Angelique Boyer, Flavio Medina y Eddy Vilard, con la participación antagónica de Adamari López, además con las actuaciones estelares de Adrián Uribe, Alberto Estrella, Martha Julia, Alejandra Barros, Lisardo y los primeros actores Luz María Aguilar y Rafael Inclán.
Originalmente se trataba de una telecomedia, pero a mitad de año se comenzaron a añadir elementos más dramáticos a las historias. Esta telenovela se alargó en dos ocasiones debido a su éxito y fue pionera por su horario especial de las 10 de la noche.

## Elenco
- Alejandro Camacho - José Antonio Hierro Ramírez
- Blanca Guerra - Elena Jiménez de la Corcuera de Hierro
- Alejandra Barros - Mariana Camargo
- Jorge Poza - Sebastián Hierro Jiménez
- Zuria Vega - Renata Higareda Fontana
- Adamari López - Rita Anguiano Carbajal
- Angelique Boyer - Sandra Inés "Sandy" Hierro Jiménez
- Eddy Vilard - Luis "Wicho" Hierro Jiménez
- Alberto Estrella - Ángel "Angelito" Hierro Martínez
- Martha Julia - Patricia "Paty" Jiménez de la Corcuera
- Rafael Inclán - Ignacio Hierro González
- Adrián Uribe - Ezequiel "Eze" Hierro Jiménez
- Flavio Medina - Amadeo López Velasco
- Luz María Aguilar - Matilde "Mimicha" de la Corcuera Vda. de Jiménez
- Lisardo - Diego Galindo
- Juan Verduzco - Saúl Higareda
- Moisés Suárez - Director Gregorio Ortega
- Juan Carlos Colombo - Rafael "Rafa"
- Gabriela Carrillo - Karina López Velasco
- Marifer Malo - Lorena "Lore" Higareda
- Miguel Rodarte - Aristeo "Ari" Villegas / Raymundo "Ray" Villegas
- Marcia Coutiño - Maribel Ríos de López
- Isabel Benet - Ana
- Darío Ripoll - Monchi
- Manzana - María José "Majo" Ibarrola Camargo
- Christian Vega - Pedro "Pedrito" López Ríos
- Tiare Scanda - Juliana Díaz
- Lorena Velázquez - Victoria
- Isabel Madow - Arabella Gómez de Quintero
- Teo Tapia - Quintero
- Luis Gatica - Abraham Elizondo
- Mark Tacher - Gael Ferrer
- Jéssica Mas - Florencia Velarde
- Karla Cossío - Cynthia Tamayo
- Patricio Castillo - Claudio
- Marco Uriel - Fernando Arreola
- Mario Prudomme - Javier Carbajal
- Maru Dueñas - Sonia
- Delia Casanova - Madre Perpetua
- Macaria - Ángela de Camargo
- Odiseo Bichir - Osvaldo Ibarrola
- Grettell Valdez - Melissa
- Sherlyn Zuckerman - Danna
- Alex Peniche - El Pájaro / Rubén Palomo
- Agustín Arana - Gibrán
- David Ostrosky - Alonso Ferrer
- Gustavo Rojo - Pierre
- Manuel Ojeda - Alfredo Camargo
- Sergio Corona - Bernardo
- Liza Willert - Cidronia
- Mariana Ávila - Jessica
- Juan Carlos Serrán - Rodolfo Molina
- Juan Ignacio Aranda -  Simón
- Jana Raluy - Dra. Lizárraga
- Nuria Bages - Rita Carbajal Vda. de Anguiano (madre)
- Danny Perea - Carla
- Isadora González - Alfonsina
- Dorismar - Romina
- Rafael Amador - Dr. Heredia
- Marcela Páez - Olivia Martínez de Hierro
- Cecilia Romo - Directora del Asilo "La Luz"
- David del Real - Paparazzo
- Alicia Fahr - Mamá de Ari
- Ricardo de Pascual - Padre Antonio
- Polo Ortín -
- Fonseca - Él mismo

## Posproducción
- Corrección de Color - Christian Jasso Ramírez

## Banda sonora
| N.º | Título            | Música      | Escritor(es)                                                                               | Duración |  |
| 1.  | «Alma de hierro»  | Fonseca     | Juan Fernando Fonseca, Jorge Eduardo Murguía Pedraza y Mauricio López Hernández de Arriaga |          |  |
| 2.  | «Yo quisiera»     | Reik        |                                                                                            |          |  |
| 3.  | «Espacio sideral» | Jesse y Joy |                                                                                            |          |  |

## DVD
Fue lanzada en formato DVD en México y Estados Unidos. Se compone de 4 discos y contiene un resumen de la novela con duración de más de 14 horas. En el DVD de EE. UU. contiene subtítulos en inglés.

## Premios y reconocimientos

### Premios TVyNovelas 2009
| Categoría                   | Nominado(a)                              | Resultado |
| --------------------------- | ---------------------------------------- | --------- |
| Mejor telenovela            | Giselle González Roberto Gómez Fernández | Nominados |
| Mejor actriz protagónica    | Blanca Guerra                            | Ganadora  |
| Mejor actor protagónico     | Alejandro Camacho                        | Ganador   |
| Mejor actriz antagónica     | Adamari López                            | Nominada  |
| Mejor primer actor          | Rafael Inclán                            | Nominado  |
| Mejor actriz coestelar      | Alejandra Barros                         | Nominada  |
| Mejor actor coestelar       | Jorge Poza                               | Ganador   |
| Mejor revelación femenina   | Zuria Vega                               | Ganadora  |
| Mejor revelación masculina  | Eddy Vilard                              | Ganador   |
| Mejor historia o adaptación | Adrián Suar Ximena Suárez Aída Guajardo  | Ganadores |
| Mejor dirección de escena   | Eric Morales Xavier Romero               | Ganadores |
| Mejor dirección de cámaras  | Héctor Márquez Bernardo Nájera           | Ganadores |

### Premios People en Español 2009
| Categoría           | Nominado(a)                                | Resultado |
| ------------------- | ------------------------------------------ | --------- |
| Mejor Actriz        | Blanca Guerra                              | Nominada  |
| Mejor Actor         | Alejandro Camacho                          | Nominado  |
| La Sorpresa del Año | Jorge Poza                                 | Nominado  |
| La Sorpresa del Año | Zuria Vega                                 | Nominada  |
| Mejor Refrito       | Roberto Gómez Fernández y Giselle González | Nominados |

### Premios Bravo 2009
| Categoría                 | Nominado(a)                                | Resultado |
| ------------------------- | ------------------------------------------ | --------- |
| Mejor Telenovela          | Roberto Gómez Fernández y Giselle González | Ganadores |
| Mejor Actor Protagónico   | Jorge Poza                                 | Ganador   |
| Mejor Primera Actriz      | Blanca Guerra                              | Ganadora  |
| Mejor Primer Actor        | Alejandro Camacho                          | Ganador   |
| Mejor Revelación Femenina | Zuria Vega                                 | Ganadora  |
| Mejor Actriz Infantil     | Manzana                                    | Ganadora  |
| Mejor Guion               | Ximena Suárez y Aida Guajardo              | Ganadoras |

### Premios "El Telón de Oro" 2009
| Categoría               | Nominado(a)                                | Resultado |
| ----------------------- | ------------------------------------------ | --------- |
| Mejor Telenovela        | Roberto Gómez Fernández y Giselle González | Ganadores |
| Mejor Actor             | Alejandro Camacho                          | Ganador   |
| Mejor Actriz            | Blanca Guerra                              | Ganadora  |
| Mejor Actor Secundario  | Jorge Poza                                 | Ganador   |
| Mejor Actriz Joven      | Angelique Boyer                            | Ganadora  |
| Mejor Actor Joven       | Eddy Vilard                                | Ganador   |
| Mejor Actriz Revelación | Zuria Vega                                 | Ganadora  |

### Premios GLAAD 2009
| Categoría    | Nominado(a)                                | Resultado |
| ------------ | ------------------------------------------ | --------- |
| Mejor Novela | Roberto Gómez Fernández y Giselle González | Ganadores |

### TV Adicto Golden Awards
| Año  | Categoría                  | Nominados                     | Resultado |
| ---- | -------------------------- | ----------------------------- | --------- |
| 2008 | Mejor primer actor         | Rafael Inclán                 | Ganador   |
| 2008 | Mejor diseño de personajes | Ximena Suárez y Aída Guajardo | Ganadoras |

## Versiones
- Alma de Hierro es un remake de la telenovela argentina Son de Fierro, producida por Pol-ka Producciones y Adrián Suar y emitida  por Canal 13 en el 2007, protagonizada por Osvaldo Laport y María Valenzuela.